# Opel 10/12 PS
Der Opel 10/12 PS war ein PKW der Mittelklasse, den die Adam Opel KG von 1902 bis 1906 baute.

## Geschichte und Technik
Der 10/12 PS war der erste Opel, den der Rüsselsheimer Automobilhersteller nach eigener Konstruktion baute, und zugleich der erste Mittelklassewagen der Marke. Erstmals baute Opel einen Zweizylindermotor ein und auch die bisher übliche Wechselsteuerung der Ventile verschwand mit diesem Modell aus dem Portfolio des Herstellers.
Der Motor war ein Zweizylinder-Reihenmotor mit 1885 cm³ Hubraum (Bohrung × Hub = 100 mm × 120 mm), der 12 PS (8,8 kW) bei 2000/min. leistete. Der seitengesteuerte Motor mit T-Kopf war wassergekühlt. Die Motorleistung wurde über eine Lederkonuskupplung, ein manuelles Dreiganggetriebe mit Lenksäulenschaltung und eine Kardanwelle an die Hinterachse weitergeleitet. Die Höchstgeschwindigkeit der Wagen lag bei 45 km/h. Im ersten Gang war 8 km/h und im zweiten Gang 20 km/h die Höchstgeschwindigkeit.
Der Rahmen bestand aus Stahlblech-U-Profilen und war mit Holz armiert. Die beiden Starrachsen waren an halbelliptischen Längsblattfedern aufgehängt. Die Spurweite betrug 1200 mm. Die Betriebsbremse wirkte auf die Getriebeausgangswelle. Die Handbremse war als Bandbremse ausgeführt, die auf die Hinterräder wirkte. Die Räder, aus Holz gefertigt, hatten einen Durchmesser von 760 mm. Die Bereifung hatte eine Breite von 90 mm.
Es gab drei Karosserievarianten, einen zweisitzigen Phaeton, einen viersitzigen Tonneau und ein zweisitziges Coupé. Die billigste Variante (Phaeton) kostete 6000 RM.
1906 wurde der Bau des 10/12 PS eingestellt. Nachfolger war ab 1910 das Modell 8/16 PS.